# Ель финская
Ель финская (лат. Picea × fennica) — вид деревянистых растений рода Ель (Picea) семейства Сосновые (Pinaceae), гибридный вид между елью обыкновенной (Picea abies) и сибирской (Picea obovata), возник после окончания последнего оледенения Евразии, когда ареалы двух видов встретились между Уральскими горами и Скандинавией.
Вид близкий к сибирской ели, шишки меньше, чем у европейской, длиной менее 7 см (редко до 10), семена мелкие.

## Распространение
Встречается на севере Европы до 67—70° северной широты: в Норвегии, Швеции, а особенно в Финляндии (отсюда и название гибридного вида), на северо-западе, севере, в центре и частично на востоке европейской части России (Республика Карелия, Республика Коми, Мурманская, Архангельская, Вологодская, Ленинградская, Костромская, Ивановская, Нижегородская, Кировская области, Удмуртская Республика, Республика Марий Эл, Республика Татарстан, крайний север Республики Чувашия (левобережье Волги).
Доля гибрида в составе хвойного леса может достигать 75 % (Медвежьегорский район Карелии).

## Таксономия
Picea fennica (Regel) Kom. Fl. S.S.S.R. 1: 145. 1934.

### Синонимика
- Abies excelsa var. medioxima (Nyl.) A.Murray bis (1867)
- Picea abies f. fennica (Regel) Lindm. (1918)
- Picea abies subsp. fennica (Regel) Parfenov (1971)
- Picea excelsa f. fennica (Regel) Neuman (1901)
- Picea excelsa subvar. medioxima (Nyl.) Schröt. (1898)
- Picea excelsa var. medioxima (Nyl.) Willk. (1887)
- Picea ×fennica nothosubsp. uralensis (Tepl.) P.A.Schmidt (1988)
- Picea obovata var. fennica (Regel) A.Henry (1913)
- Picea vulgaris var. fennica (Regel) Beck (1890)
- Picea vulgaris var. uralensis Tepl. (1869)
- Picea vulgaris var. uwarowii Kauffm. (1866)
- Pinus abies var. fennica Regel (1863)basionym
- Pinus abies var. medioxima Nyl. (1863)